# Tyiszuli hercegnő
A tyiszuli hercegnő legendája egy történet, amely szerint 1969-ben a szibériai Tyiszuli járásban, Rzsavcsik falu közelében szénbányászok egy márvány szarkofágot találtak, benne egy rendkívül jól megőrzött női testtel. A történet áltudományos mítosznak minősül, mivel állításai – például egy 800 millió éves emberi test létezése – ellentmondanak a paleontológia, a geológia és az evolúcióbiológia alapvető tudományos ismereteinek, valamint semmilyen hiteles régészeti vagy laboratóriumi bizonyíték nem támasztja alá az elbeszélés valódiságát. 

## Keletkezése és kutatástörténet
A történet egy állítólagos nyugalmazott KGB-ezredes elbeszélése révén vált ismertté, aki egy vonaton Oleg Kuliskin nevű újságíró útitársa volt. A tyiszuli hercegnő felfedezésének történetét először Oleg Kuliskin írta le A hölgy, aki 800 millió éves című cikkében, amely 2002-ben jelent meg a Hakaszia (Хакасия) című újságban, majd az Arkaim (Аркаим) című újság 124. számában. 2007-ben Roman Jancsenko orosz újságíró is foglalkozott a témával: a helyszínre utazott, és a helyi lakosok beszámolói alapján próbált fényt deríteni az igazságra. A történet a 2010-es években vált nemzetközileg ismertté, amikor az interneten széles körben terjedni kezdett. Magyar nyelven először 2016-ban írtak róla. 2021-ben Mercedes Pullman, a Spanyol Antropológiai és Népi Hagyományok Társaságának alelnöke is vizsgálta a témát. Rávilágított a történet legjelentősebb tudományos ellentmondásaira, és felvázolt néhány lehetséges magyarázatot, amelyek a legenda alapjául szolgálhattak.

## A történet
A legenda szerint 1969-ben, a szibériai Kemerovói terület Tyiszuli járásának Rzsavcsik falujában egy külszíni szénfejtés során, 70 méteres mélységben egy 20 méter vastag szénrétegben egy precízen megmunkált márványszarkofágot fedeztek fel. A leletet a felszínre emelték, majd megkezdték a kinyitását. A szarkofágot körülvevő tömítőanyag – amely megkövesedett gitthez hasonlított – a napfény hatására tiszta folyadékká olvadt. A szarkofág belsejében egy körülbelül 180 cm magas, vékony testalkatú nő feküdt, akinek életkora nagyjából 30 évre tehető. A nő szokatlan szépséggel bírt: európai vonásokkal, széles kék szemekkel és derékig érő, hullámos, sötétbarna (más források szerint szőke) hajjal, amely vöröses árnyalatot is mutatott. Kezei finomak és fehérek voltak, körmei rövidek és ápoltak. Ruházata egy térdig érő, csipkés anyagból készült szoknyából és egy rövid ujjú, hímzett felsőből állt, amelyet színes virágmotívumok díszítettek. Alsó ruházatot nem viselt. Megjelenése inkább egy alvó személyre, semmint egy halottra emlékeztetett.
A szarkofágban, a nő fejénél, egy körülbelül 25 × 10 cm-es, négyszögletes, egyik végén lekerekített fém dobozt is találtak, amelyet gyakran egy modern mobiltelefonhoz hasonlítanak. A történet szerint a szarkofág és a benne lévő test kora meghaladja a 800 millió évet. Ezt egy professzor állítólagos vizsgálatai alapján határozták meg, aki szerint a lelet a paleozoikum karbon időszakából származik – egy olyan korból, amikor a bolygót zömmel növényzet borította, jóval a dinoszauruszok megjelenése előtt. Úgy tartják, hogy a szarkofág eredetileg egy sűrű erdő mélyén helyezkedett el. Az évmilliók során az oxigénhiányos környezetben a fák szilárd szénréteggé alakultak, teljesen eltemetve a szarkofágot.
A felfedezésre a helyi lakosok is felfigyelték, és azonnal értesítették a hatóságokat. Nem sokkal később a katonaság is tudomást szerzett az eseményről. Délután egy „téglaszínű” helikopter érkezett a helyszínre, fedélzetén egy tucat emberrel, akik közölték, hogy a terület fertőzésveszélyes. A bámészkodókat elzavarták, a környéket lezárták, és egészségügyi kockázatra hivatkozva igyekeztek eltussolni az ügyet. A szarkofágot megpróbálták helikopterrel elszállítani, de a teher túlságosan nehéznek bizonyult. A szállítás megkönnyítése érdekében a benne lévő rózsaszínes-kék folyadékot kiszivattyúzták, ám ennek hatására a test gyorsan feketedni kezdett. Miután a folyadékot visszatöltötték, a test színe helyreállt, és az arca ismét élethűvé vált. Végül a leletet lezárták, a maradványokat celofánba csomagolták, és a helikopter Novoszibirszk irányába távozott.
Öt nappal később egy professzor, aki állítólag részt vett a laboratóriumi vizsgálatokban, visszatért Rzsavcsik falujába, és a helyi kultúrházban ismertette az előzetes eredményeket. Elmondása szerint a nő egy olyan civilizációhoz tartozott, amely fejlettségében minden ismert kultúrát, beleértve a modern társadalmat is, meghaladott. Kezdetben idegen eredetet feltételeztek, ám a nő genetikai elemzése 100%-os egyezést mutatott a mai orosz emberrel. A ruházata rendkívül összetett anyagból készült, amelyet a tudósok nem tudtak teljesen elemezni, mivel az előállításához szükséges technológia nem áll rendelkezésre. A szarkofágot kitöltő rózsaszín-kék folyadék összetételének jelentős része is rejtély maradt; csupán néhány összetevőt sikerült azonosítani, amelyek hagyma- és fokhagymaszerű tulajdonságokat mutattak. A nő fejénél talált fém dobozról további információk nem kerültek nyilvánosságra. A professzor beszámolóját követően a helyi újság egy rövid jegyzetben emlékezett meg az eseményről, de a történet számos kérdést hagyott megválaszolatlanul. Bár a lakosok tiltakoztak, a felháborodás hamar elült, miután katonai egységek körbezárták a Tyiszuli járást. Rendőrök házról házra járva keresték azokat, akik a sírral kapcsolatos információkat továbbadták. A szarkofág felfedezésének helyszínét állítólag földdel töltötték fel, de további kutatások kezdődtek. 
1973-ban a Tyiszuli járás Bercsikul-tavánál, mintegy hat kilométerre a korábbi rejtélyes koporsó felfedezésének helyétől, titkos régészeti ásatásokat kezdtek. A munkálatok egész nyáron és késő őszig tartottak, szigorú katonai és rendőri védelem mellett. Helyi beszámolók szerint, az ásatáson dolgozó vendégmunkások elárulták, hogy a szigeteken egy kőkorszaki temetőt találtak. Bár részleteket nem osztottak meg, a falubeliek rendszeresen látták, hogy egy „téglaszínű” helikopter leszállt az ásatási területen, és ismeretlen tárgyakat szállított el. Az ásatások befejezése után a szigeteken és a partokon több száz feltárt és újra betemetett sírt hagytak hátra. Egyes források szerint, további két szarkofágot találtak, amelyeket Novoszibirszkbe szállítottak, majd onnan különleges járatokkal Moszkvába vittek. A feltárás eredményeiről hivatalos közlemény soha nem jelent meg. A történet szerint az események résztvevői később rejtélyes módon elhunytak. Az egyik személy, aki az SZKP Központi Bizottsághoz írt levelet az esetről, egy éven belül szívmegállásban halt meg, míg a feltárásban részt vevő hat bányász egy évvel később autóbalesetben vesztette életét.

## Roman Jancsenko nyomozása
Roman Jancsenko orosz újságíró 2007-es cikkében számolt be arról, hogy ellátogatott a helyszínre. Interjút készített a település lakóival és az egykori bányászbrigád egyetlen még élő tagjával, aki állítólag szemtanúja volt az eseményeknek. A helyiek beszámolói jelentősen eltértek a szarkofág legendájáról.
Az elsőként megszólított idős férfi és nő határozottan tagadták a történetet, kijelentve: „Mindez pletyka! Ilyen soha nem történt, legalábbis mi nem tudunk róla.” Ezzel szemben Tatyjana Pavlovna Karnauhova, a legendában említett bányász, Alekszandr Karnauhov özvegye, megerősítette, hogy férje valóban dolgozott a bányában, ám semmilyen különös leletről nem számolt be neki. Tatjána elmondása szerint nem foglalkozott a pletykákkal, mivel mindig a háztartás és az állattartás kötötte le figyelmét: „Nem tudok semmiről, semmit sem tudok! Én itt élek már 1935 óta, de soha nem érdekelt semmi ilyesmi. A helyi vállalatnál takarítottam, aztán a Kajcsakban dolgoztam, és állatokat tartottam. Mindig csak haza akartam sietni, nem törődtem semmivel, és semmit sem hallottam ilyen dolgokról.” A helyi iskola igazgatója, Galina Rebrikova úgy véli, hogy a legenda egy áprilisi tréfa lehetett, mivel a történetet először egy helyi újság publikálta április elején. „Mi magunk is érdeklődni kezdtünk, és megkérdeztük az idősebb lakosokat, akik abban az időben itt éltek. Kiderült, hogy ilyenekből már csak néhányan maradtak, és ők sem emlékeznek semmire, vagyis durván szólva semmiféle lelet nem volt. Igaz, az emberek, akiket a cikkben említettek, valóban léteztek és itt éltek. Például Alekszandr Maszaligin tényleg a bányában dolgozott, de nem 1980-ban halt meg, hanem valamivel később, 1983-1984 körül, leukémiában. Karnauhov felesége még mindig itt él. A külszíni fejtést pedig 1973-ban zárták be, mostanra teljesen benőtte az erdő, egy egyszerű liget lett belőle.” – mesélte Galina Grigorjevna. Rebrikova szerint a településen már csak néhány olyan idős lakos él, aki a bányászat aktív időszakában itt tartózkodott, de egyikük sem emlékszik a szarkofágra. Ugyanakkor az egyik tanár megjegyzést tett, amikor a kérdés az 1973-as ásatásokat érintette: „Igen, mintha jöttek volna és valamit ástak… Néhány sírt is találtak talán…” Az igazgató azonban rögtön közbeszólt: „De azok nem azok a sírok!” Az iskolaigazgató javasolta az újságírónak, hogy keresse fel Nyikolaj Mihajlovics Garmanovot, aki az egyetlen még életben lévő tagja annak a brigádnak, amely a legenda szerint megtalálta a rejtélyes szarkofágot. Garmanov a feltételezett felfedezés idején exkavátorkezelőként dolgozott. Garmanov ezt mesélte: „A Rzsavcsik melletti külszíni fejtést 1949-ben nyitották meg, és Kijszkijnek nevezték el. Innen szállítottak szenet a helyi erőműhöz. Semmi olyasmi nem történt, mint amit a legendában leírtak. Maszaligin gépkezelő volt, Alekszandr Ivanovics Karnauhov pedig kovács. Kovácsként halt meg – ivott, motorra ült, és egy teherautó elgázolta. Igaz, nem halt meg azonnal, még pár napig szenvedett… Valamikor az 1980-as években történt, pontosan már nem emlékszem.” „De Karnauhov felesége, Tatyjana azt mondta, hogy a férje bányászként dolgozott, és öt évvel ezelőtt halt meg betegség következtében. Ez hogyan lehetséges?” – kérdezte az újságíró. „Kovács volt… Kajcsakból motorozott haza, és Tatyjana is vele ült a motoron. Nincs okom hazudni. Tatyjana idős asszony, valószínűleg elfelejt dolgokat… Erről a történetről először a helyi újságból hallottam. Akkoriban legalább száz ember hívott fel, hogy megkérdezze, igaz-e, mert én voltam az egyetlen, aki a brigádból életben maradt. Ezt a történetet Moszkvában vagy akár Kemerovóban el lehetne mesélni, és talán el is hinnék, mert ott nincs kinek rákérdezni. De itt, Rzsavcsikban, egy kis helyen, ahol mindenki mindent tudott egymásról – még azt is, hogy ki kivel hált – lehetetlen lenne eltitkolni egy ekkora dolgot! Tetszett nekem is a mese, de minden kitaláció. 33 évig dolgoztam exkavátorkezelőként, és soha egyetlen csontot sem találtam, nemhogy szarkofágot. Nem volt ilyen. Semmi sem volt. Én magam is szívesen megnéztem volna ezt az egészet, de…” – zárta visszaemlékezéseit Garmanov.

## Tudományos cáfolatok és logikai ellentmondások
- Az eredeti történet szerint a test 800 millió éves, és a paleozoikum korszakából származik, miközben a szarkofágot szénrétegek között találták meg. Ez azonban több tudományos ellentmondást is felvet. 800 millió évvel ezelőtt a Földön a neoproterozoikum korszak volt, míg a paleozoikum csak jóval később, 541 millió évvel ezelőtt kezdődött. A neoproterozoikumban még nem léteztek kiterjedt erdők, amelyekből széntelepek keletkezhettek volna, mivel az első széntelepek csak a paleozoikum során, az erdők megjelenésével alakultak ki. Ebből következően a test eltemetése idején sem erdők, sem szénrétegek nem létezhettek, ami alapvetően cáfolja a történetet. Egyes változatok szerint a szarkofág egy fa sírkamrában volt elhelyezve. Ez az állítás azonban szintén hibás, mivel a fák csak 400–350 millió évvel ezelőtt jelentek meg először.[1]
- A történet hitelességét tovább gyengíti az az állítás, miszerint a szarkofágot kitöltő rózsaszínes-kék folyadékban hagyma- és fokhagymaszerű tulajdonságokat mutató összetevőket azonosítottak. Mivel a hagymafélék csak 25–30 millió éve alakultak ki, 800 millió évvel ezelőtt ilyen összetevők még nem létezhettek.
- A történet szerint a nő genetikailag megegyezett a modern orosz népességgel. Ez azonban szintén lehetetlen, hiszen 1969-ben még nem léteztek olyan genetikai vizsgálati módszerek, amelyek ezt alátámaszthatták volna. Az első ilyen típusú elemzést csak 1984-ben végezték, és a modern populációk genetikai feltérképezése is jóval később kezdődött el. Ráadásul az állítás, hogy az orosz emberek génjei 800 millió éve változatlanok, teljesen ellentmond a jelenlegi tudományos ismereteknek.[1]
- Szintén kérdéses, hogy ha a felfedezés valóban annyira titkos volt, hogy az egész szénbányát bezárták és földdel temették be, miért érkezett egy tudós a helyszínre, hogy előadást tartson a falusiaknak a leletről?[1]
- A történet egy további logikai ellentmondása a folyadék kiszivattyúzásának és visszaöntésének mozzanata. Az elbeszélés szerint a szarkofágot azért szivattyúzták ki, mert a helikopter számára túl nehéz volt. Ugyanakkor a folyadék visszatöltése után – amikor annak súlya ismét megegyezett az eredetivel – mégis sikerült elszállítani. Ez kérdéseket vet fel a történet hitelességét illetően.
- Árulkodó tény, hogy a szarkofágról nem létezik hiteles fénykép. A cikkekben szereplő képek rendszerint valós, történelmi szarkofágokat ábrázolnak, de semmi közük nincs a tyiszuli hercegnő állítólagos leletéhez. Még beszédesebb, hogy az „állítólagos hercegnőt” bemutató illusztrációk valójában az 1987-ben megjelent Hófehérke és a hét törpe című film egyik jelenetéből származnak.
- Anatolij Bernackij a 100 великих мистических тайн (100 nagy misztikus titok) című könyvében azt állítja, hogy a lelet kora legfeljebb 50 000 év lehet.[1]

## A történet későbbi változatai és módosításai
A tyiszuli szarkofág története az idők során több változtatáson esett át, valószínűleg a korábbi logikai ellentmondások kiküszöbölése érdekében. Például egy 2024-ben feltöltött magyar nyelvű YouTube-videóban már az szerepel, hogy egy második, nagyobb teherbírású helikopter érkezett a szarkofág elszállítására, míg az eredeti történetben mindössze egy helikoptert említenek. A videó továbbá azt állítja, hogy a bányát később szándékosan berobbantották, vélhetően azért, hogy a hatóságok minden nyomot eltüntessenek, és megerősítsék a történet misztikus jellegét. Ez a részlet azonban eltér az eredeti forrástól, amely csak arról számol be, hogy a bányát betemették. A betemetés mögött ugyanakkor természetes, közbiztonsági okok is állhattak, például a terület stabilitásának biztosítása vagy a balesetveszély elkerülése. Az újabb verziók tehát tudatosan dramatizálhatják az eseményeket, hogy fenntartsák a legenda rejtélyességét.

## Lehetséges magyarázatok
Ha a történetnek van bármiféle valóságalapja, akkor a következő elméletek merülhetnek fel lehetséges magyarázatként. Egyes feltételezések szerint a közeli tó fenekén ipari hulladékot tartalmazó fémkonténereket helyeztek el titokban. Egy vizsgálat során az egyik konténert kiemelték, amely távolról koporsóra emlékeztethetett. A helyszínen tartózkodó lakosoknak tréfásan azt mondhatták: „Ez egy koporsó, benne egy hercegnővel”. Ez az esemény szolgálhatott a legenda kialakulásának alapjául. Más feltételezések szerint a 17. században egy helyi tatár herceg lánya, Tyusul, szerelmi bánatában egy szikláról leugorva vesztette életét. Elképzelhető, hogy őt temették el hercegnőként, és sírját évszázadokkal később bányászok fedezték fel. Egy harmadik magyarázat szerint valóban létezhetett egy szokatlan szarkofág, amelyet a hatóságok valamilyen okból eltitkoltak, és a valódi történetet soha nem hozták nyilvánosságra. Lehetséges továbbá, hogy a területen valójában néhány ezer éves őskori temetkezéseket tártak fel, amelyek köré az idők során a korábban említett okok miatt mesés elemekkel kiegészült legendák szövődtek.